# Pão-por-Deus
O pão-por-Deus é um peditório ritual feito por ocasião do Dia de Todos-os-Santos, associado às práticas relacionadas com as refeições cerimoniais do culto dos mortos "Dia dos Finados". Na Galiza o peditório tem o nome de migalho (migallo). No Tenerife tem o nome de "Pan por Dios" ou “Los Santitos”. Em Florianópolis tem o nome "Finadinho" ou pão por Deus.

## História
O peditório do pão-por-Deus está associado ao antigo costume que se tinha de oferecer pão, bolos, vinho e outros alimentos aos defuntos. Era costume "durante o ano, nos domingos e dias festivos se oferecerem por devoção pichéis, ou frascos de vinho, e certos pães, que eram colocados numa toalha estendida sobre a sepultura do defunto, e uma vela acesa." Também se colocava pão, vinho e dinheiro no caixão do defunto para a viagem. No cânone LXIX do II Concílio de Braga do ano 572, proibia-se que se levassem alimentos à tumba.
Os peditórios para as almas realizam-se ao longo do ano, em Janeiro pelos caretos, durante a quaresma canta-se às almas santas e faz-se um peditório (pedir as janeirinhas, pedir as maias, pedir os reizinhos são peditórios que tal como os dos caretos se inserem no ciclo dos peditórios rituais que têm lugar ao longo do ano) como o do de "andador de almas", que pedia esmolas pelas almas.
Nos Açores, acreditava-se que uma alma podia azedar o pão. Para que tal não acontecesse, o pão da primeira fornada, "o pão das almas", era colocado numa cadeira na rua à porta de casa, coberto por um pano, para que a primeira pessoa que passasse o levasse para si ou desse a alguém necessitado.

## Peditório
Em Portugal no dia 1 de Novembro, Dia de Todos-os-Santos, as crianças saem à rua e juntam-se em pequenos bandos para pedir o Pão-por-Deus (ou o bolinho) de porta em porta. O dia de pão-por-Deus, ou dia de todos os fiéis defuntos, era o dia em que se repartia pão cozido pelos pobres.
Registado no século XV como o dia em que também se pagava um determinado foro:"Pagardes o dito foro em cada um ano em dia de pão por Deus". O dia primeiro ou da festa de Todos-os-Santos era denominado nos documentos jurídicos do século XV "Dia de pão por Deus".
É também costume em algumas regiões os padrinhos oferecerem um bolo, o santoro. O santoro é uma espécie de pão bento, um bolo comprido que se dá em dia de Finados ou de Todos-os-Santos e que é do feitio de uma tíbia. Já pedir o "santorinho", que começava nos últimos dias do mês de Outubro, era o nome que se dava à tradição em que crianças sozinhas, ou em grupo, de saco na mão iam de porta em porta para ganhar doces. Em Trás-os-Montes pede-se o “pão das almas”.
As crianças quando pedem o pão-por-deus recitam versos e recebem como oferenda: pão, broas, bolos, romãs e frutos secos, nozes, tremoços, amêndoas ou castanhas que colocam dentro dos seus sacos de pano, de retalhos ou de borlas. Em algumas povoações da zona centro e Estremadura chama-se a este dia o ‘Dia dos Bolinhos’ ou ‘Dia do Bolinho’. Os bolinhos típicos são especialmente confecionados para este dia, sendo à base de farinha e erva-doce com mel (noutros locais leva batata-doce e abóbora) e frutos secos como passas e nozes.
São vários os versos para pedir o pão-por-Deus. Assim se diz:
| “ | Ó tia, dá Pão-por-Deus? Se o não tem Dê-lho Deus! | ” |

Ou então:
| “ | Pão por Deus, Fiel de Deus, Bolinho no saco, Andai com Deus. | ” |

Como não é muito aceitável rejeitar o bolinho às crianças, as desculpas eram criativas:
| “ | Olha foram-me os ratos ao pote e não me deixaram farelo nem farelote | ” |

A quem lhes recusa o pão-por-Deus roga-se uma praga em verso ou deixa-se uma ameaça enquanto se foge em grupo e entre risos:
| “ | senão leva com a caneca no focinho! | ” |

O termo caneca podia ser substituído por tranca ou cavaca (um pedaço de lenha).
Na primeira metade do século XX as crianças quando iam pedir o pão-por-deus , acompanhadas por um adulto, levavam uma Coca iluminada: 
"Nesta mesma cidade de Coimbra, onde hoje [ano de 1963] nos encontramos, é costume andarem grupos de crianças pelas ruas, nos dias 31 de Outubro e 1 e 2 de Novembro, ao cair da noite, com uma abóbora oca e com buracos recortados a fazer de olhos, nariz e boca, como se fosse uma caveira, e com um coto de vela aceso por dentro, para lhe dar um ar mais macabro."
"Em Coimbra o peditório menciona «Bolinhos, bolinhós», e o grupo traz uma abóbora esvaziada com dois buracos a figurarem os olhos de um personagem e uma vela acesa dentro […]" 
As crianças e os adultos que participam nos peditórios representam as almas dos mortos que «neste dia erram pelo mundo», quando pedem pão para para partilhar com as almas. O pão por Deus é uma oferenda que se faz às próprias almas. Em Barqueiros, concelho de Mesão Frio, à meia-noite do dia 1 para 2 de Novembro arranjava-se uma mesa com castanhas para os parentes já falecidos lá irem comer durante a noite “não devendo depois ninguém tocar nessa comida, porque ela ficava babada dos mortos”.
Na freguesia de Vila Nova de Monsarros, Anadia, as crianças faziam os "santórios", recebiam fruta e bolos e cada criança transportava uma abóbora oca com figura de cara, com uma vela dentro.
"Em Roriz não se chama pão por Deus, nem bolinhos, nem santoros a comezaina que se dá aos rapazes no dia de Todos os Santos ou de Finados. O que os rapazes vão pedir por portas, segundo lá dizem, é — os fieis de Deus."
Nos Açores dão-se “caspiadas” às crianças durante o peditório, bolos com o formato do topo de uma caveira, claramente um manjar ritual do culto dos mortos.
Com o passar do tempo, o Pão-por-Deus sofreu algumas alterações, os meninos que batem de porta em porta podem receber dinheiro, rebuçados ou chocolates. Esta atividade é também realizada nos arredores de Lisboa. Antigamente relembrava a algumas pessoas o que aconteceu no dia 1 de Novembro de 1755, aquando do terramoto de Lisboa, em que as pessoas que viram todos os seus bens serem destruídos na catástrofe, tiveram que pedir "pão-por-Deus" nas localidades que não tinham sofrido danos.
O pão-por-Deus é o pão, ou oferenda, que se dá aos mortos, o Molete ou Samagaio (Sabatina, Raiva da criança) o pão, ou oferendas que se dá quando uma criança nasce.
Nesta data em Inglaterra pedia-se o "soul cake" (bolo das almas), que, supõe-se, terá dado origem à tradição do trick or treat nos Estados Unidos. Na Bretanha equivale ao rito do "bara ann anaon" ou pão dos mortos.

## Depois do peditório-alimentar os mortos
- "lenha das almas", "lenha das almas" ou "pau das almas"

A lenha é recolhida ou roubada num ritual em que participam os jovens solteiros e depois é leiloada ou vendida em hasta pública no largo das aldeias
- canhoto dos Santos

O "canhoto" ou "fogueira dos santos" é aceso no adro da igreja e à volta do fogo a população bebe vinho e come castanhas, no tradicional "magusto dos santos" quase em silêncio.
- O magusto dos santos

Segundo Leite de Vasconcelos na noite de Todos os Santos, em Barqueiros, era tradição preparar, à meia-noite, uma mesa com castanhas para os mortos da família irem comer; ninguém mais tocava nas castanhas porque se dizia que estavam “babada dos defuntos”. É também costume deixar um lugar vago à mesa para o morto ou deixar a mesa cheia de iguarias toda a noite da consoada para as "alminhas". Já na consoada as almas vão comer as iguarias postas num prato fora de casa com uma luz ao lado para as alumiar. Aparecem na forma de borboletas: brancas se estão em bom lugar, pretas se estão em mau lugar.

## Património Imaterial português
"A progressiva implantação do Halloween em Portugal constitui um exemplo de ameaça ou risco à continuidade do “Pão-por-Deus” como manifestação do Património Imaterial português, por várias razões.Em primeiro lugar, substitui os versos tradicionais, manifestações da tradição oral da comunidade, por expressões orais originárias do Inglês (“Doçura ou travessura!” / “Trick or treat!”). Em segundo lugar, introduz neste peditório cerimonial infantil o uso de máscaras e fatos muito semelhantes às usadas no Carnaval, mas que tradicionalmente eram totalmente ausentes do “Pão-por-Deus”. Finalmente, e como bem expressam as alterações do nome da tradição, da forma e conteúdo da tradição oral, e também o tipo de máscaras que passaram a ser utilizadas pelas crianças, a introdução do “Halloween” eliminou por completo as conotações religiosas muito presentes na antiga tradição do “Pão-por-Deus”."

## No Brasil
Este é um costume de origem portuguesa mas ocorre em ambos os lados do Oceano Atlântico. Tanto em Juncal em Portugal, como na festilha, que resgata as tradições na Ilha de São Francisco do Sul, estado de Santa Catarina, Brasil.
Na festilha, o pão-por-Deus é pedido através de uma figura feita de recorte de papel acetinado, geralmente um coração, de quatro faces que se justapõem quando dobrados, ficando a cor branca por dentro, e por fora a cor azul, vermelha ou amarela. Suas bordas têm uma pequena franja rendilhada. Na face branca, interna, estão escritas uma ou duas quadrinhas nas quais se pede a dádiva, como esta:
Lá vai o meu coração

Pão por Deus

Sozinho sem mais ninguém

Que Deus me deu

Vai pedir o Pão-por-Deus

Uma esmolinha

A quem quero tanto bem

Por alma dos seus

## Lista de localidades
| Nome da Tradição    | Nome do peditório  | Oferenda                                                                                             | Acessório | Localidade             | Data                                                | Ref.          |
| ------------------- | ------------------ | --- | --- | ---------------------- | --------------------------------------------------- | ------------- |
| dia de Pão por Deus | Pão por Deus       | Escaldadas (pequenos pães, feitos de farinha de trigo e milho, e enriquecidos com manteiga e açúcar) | | Açores                 |                                                     | [ 49 ]        |
| dia de Pão por Deus | Pão por Deus       | Caspiadas (pães com o formato do topo de um caveira); moedas; doces, rebuçados, castanhas, laranjas, | saquetas de retalhos | Açores                 |                                                     | [ 50 ]        |
| dia do Bolinho      | Bolinho            | | |                        |                                                     |               |
| '                   | Santoro            | Santoro (pão bento, um bolo comprido, com o feitio de uma tíbia)                                     | |                        |                                                     |               |
| '                   | Santorio           | frutas variadas e bolos                                                                              | Cada criança levava uma ou mais abóboras ocas, com orifícios na casca, por vezes representando rostos. No interior das abóboras iam velas acesas.             | Vila Nova de Monsarros | 1 de Novembro - peditório era de noite              | [ 51 ]        |
| '                   | Fiéis de Deus      | | | Braga                  | 1 de Novembro - peditório era de tarde              | [ 52 ]        |
| '                   | Fiéis de Deus      | | | Roriz                  | 1 e 2 de Novembro                                   | [ 53 ]        |
|                     | Bolinhos, bolinhós | | abóbora oca e com buracos recortados a fazer de olhos, nariz e boca, como se fosse uma caveira, e com um coto de vela aceso por dentro. cestinhos ou saquitos | Coimbra                | 31 de Outubro e 1 e 2 de Novembro, ao cair da noite | [ 54 ] [ 55 ] |